# Takanoyama Shuntarō
Takanoyama Shuntarō (nacido como Pavel Bojar; Praga, 21 de febrero de 1983) es un exluchador de sumo de República Checa. Es el primer luchador checo en unirse al sumo profesional en Japón. Alcanzó la tercera división más alta de makushita en 2004, pero debido a su peso ligero tuvo dificultades para vencer regularmente a sus oponentes, a pesar de su habilidad. Sin embargo, en mayo de 2011 finalmente ganó el ascenso a las filas sekitori. Después de convertirse en el tercer nuevo sekitori desde 1958 en pasar por la división jūryō en solo un torneo, hizo su debut en la principal división de makuuchi en septiembre de 2011. Se retiró el 24 de julio de 2014.

## Inicios en el sumo
Bojar practicó judo en la República Checa antes de interesarse en el sumo. El sumo es más popular en la República Checa que en cualquier otro país europeo, con diez clubes de sumo que contienen unos seiscientos miembros, y fue entrenado por Jaroslav Poříz, presidente de la Asociación Checa de Sumo. Después de ganar la medalla de bronce en el Campeonato Mundial Junior de Sumo 2000 en Tokio, fue aceptado por el establo de Naruto, un heya ubicado en la Prefectura de Chiba y dirigido por el ex yokozuna Takanosato Toshihide. Después de aprobar el examen físico, hizo su debut oficial en noviembre de 2001.

## Carrera profesional
Le dieron la shikona de Takanoyama, que significa 'montaña noble'. Llegó a la división de sandanme en enero de 2003, y a la tercera división más alta de makushita en marzo de 2004. Volvió a sandanme después de solo dos torneos, pero regresó a makushita en marzo de 2005 y permaneció allí durante los siguientes seis años, sin poder entrar en las clasificatorias de la élite sekitori.
Takanoyama se vio obstaculizado principalmente por la incapacidad de aumentar de peso. Su altura de 1,85 m y su peso de 90 kg lo convierten en uno de los luchadores de sumo más ligeros de la era moderna. En noviembre de 2008, subió hasta makushita 13, superando su máximo anterior de makushita 15 establecido en noviembre de 2005, y subió a makushita 9 en enero de 2009. Después de obtener un registro de 5-2 en el torneo de julio, que incluyó una victoria sobre el antiguo maegashira Ryūhō, alcanzó un nuevo rango más alto de makushita 4 en septiembre de 2009. Produjo otro buen puntaje de 5–2 en mayo de 2010 de makushita 6, que incluyó victorias sobre Jūmonji y Hōchiyama. En enero de 2011, un puntaje de 6–1 lo promovió a un nuevo rango más alto de makushita 2 para el «Torneo de examen técnico» de mayo. Allí registró un 5–2, garantizando el ascenso a la división jūryō para julio. Cuando se lanzó el banzuke el 27 de junio, Takanoyama estaba en el # 5 Oeste, el décimo rango más alto en la división de veintiséis hombres. Le llevó 57 torneos desde su debut profesional llegar a jūryō, el segundo más lento entre los luchadores nacidos en el extranjero después del brasileño Wakaazuma.
Tuvo un exitoso debut en jūryō, ganando siete de sus primeros ocho combates y terminando en 10-5. Esto le valió el ascenso inmediato a la división superior de makuuchi en septiembre de 2011, solo la tercera vez desde que se estableció el sistema de seis torneos por año en 1958 que un debutante jūryō lo había logrado (los otros dos eran Daikiko e Ichihara). Pesando antes del torneo solo 98 kg, es el primer luchador con menos de 100 kilos en la división superior desde Mainoumi Shūhei en 1997.
Takanoyama tuvo un comienzo difícil en su carrera en makuuchi, perdiendo sus primeras cinco luchas y luego ganando la sexta cuando su oponente salió de la arena sin darse cuenta (isamiashi). Sin embargo, obtuvo una victoria legítima el día 7, derribando los 166 kg de Yoshiazuma Hiroshi con un tiro de muslo interno (kakenage) y al instante se convirtió en un favorito entre el público del torneo. Terminó el 5–10, lo que lo envió de regreso a jūryō en noviembre, pero respondió con un registro de 9–6 que lo devolvió inmediatamente a la división superior para el torneo de enero de 2012. No pudo producir un kachi-koshianotó en enero o marzo, pero en el torneo de mayo logró un registro de 11-4 en jūryō que le valió un segundo lugar y un regreso a la división de makuuchi en el torneo de julio. Sin embargo, aún tenía que obtener un registro ganador en cinco torneos en makuuchi y fue degradado a jūryō una vez más en noviembre. Su registro de 7–8 en julio de 2013 fue su séptimo puntaje perdedor consecutivo, empujándolo hacia el final de la división jūryō. En septiembre de 2013, terminó en 5-10, su desempeño más débil en jūryō hasta el momento, lo que lo envió de regreso a makushita 2 para el torneo de noviembre. Luego, bordeó la frontera entre las dos divisiones, siendo relegado dos veces y ascendido dos veces.

## Retiro del sumo
Takanoyama anunció su retiro el día 12 del torneo de julio de 2014, donde se retiró después de perder su primera lucha, lo que usualmente garantiza una gran caída en la división makushita. Él dijo: «Monto el dojo para ganar, y ya no puedo ganar». Indicó que regresaría a la República Checa con su familia y trataría de utilizar sus habilidades en el idioma japonés. El danpatsu-shiki o ceremonia de retiro de Takanoyama se celebró en su establo el 7 de septiembre de 2014.

## Estilo de lucha

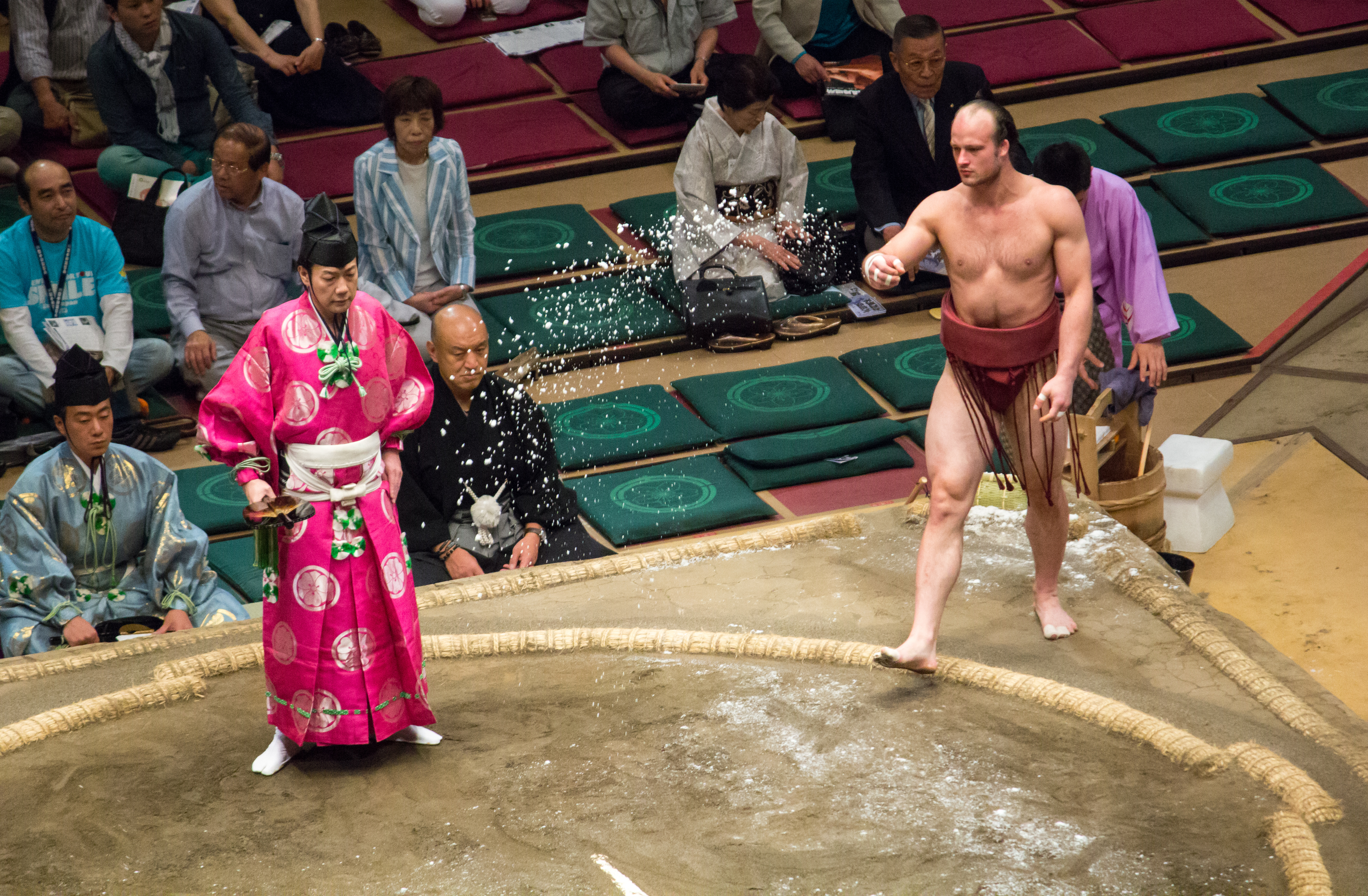
Takanoyama durante el torneo de mayo de 2014

Debido a su peso excepcionalmente ligero, Takanoyama se basó en gran medida en los lanzamientos para derrotar a sus oponentes mucho más pesados. Sus movimientos ganadores más comunes eran los kimarites como el uwatenage o tiro de sobrebrazo, seguido del shitatenage (tiro debajo del brazo) y el kakenage (enganchando tiro cara interna del muslo). Tenía conocimiento de una amplia variedad de técnicas, habiendo utilizado al menos 37 kimarites ganadores distintos en su carrera.

## Vida personal
En un esfuerzo por mejorar su comprensión de la cultura japonesa, Takanoyama dedicó su tiempo libre a ver dramas históricos y leer manga. Después de llegar a jūryō, regresó a la República Checa en el verano de 2011 por primera vez desde que se fue diez años antes.
Después del torneo de septiembre de 2011, anunció su compromiso con una empleada doméstica de 32 años de la prefectura de Chiba. El primer hijo de la pareja, una niña, nació en mayo.
Takanoyama se convirtió en un sekitori aproximadamente al mismo tiempo que sobrepasó la barrera de los 100 kg, al menos temporalmente, y atribuyó su aumento de peso a Naruto Oyakata y a su esposa, quien le daba platos y bocadillos especiales por la noche. En noviembre de 2011, la Asociación Japonesa de Sumo le dio una advertencia por inyectarse insulina que se le había recetado a su maestro de establos.